# Tiranet orellut de l'Equador
El tiranet orellut de l'Equador (Phylloscartes gualaquizae) és un ocell de la família dels tirànids (Tyrannidae).

## Hàbitat i distribució
Habita els boscos dels Andes de l'est de l'Equador i nord del Perú.